# Церква Благовіщення Пресвятої Богородиці (Равське)
Церква Благовіщення Пресвятої Богородиці — мурований храм української греко-католицької церкви в селі Равське Львівського району Львівської області. До парафії належать громади сіл Лужки та Малий, також раніше входили Синьковичі. Колишня назва села та парафії — Голе Равське. Храм побудовано у 1899 р. за проектом архітектора Василя Нагірного, стараннями о. Юстина Манастерського, освячена 19 травня 1905 р. єпископом Костянтином Чеховичем. Була зведена на місці тимчасової дерев'яної каплиці, що була споруджена у 1893 р.

## Історія
Перша згадка про церкву походить з 1587 р. Попередня дерев’яна тризрубна одноверха церква була збудована у XVIII ст. У 1873-1887 pp. її перебудували, зробивши триверхою, старанням о. Петра Решетиловича. 17 листопада 1892 р. величава церква зі всім вистроєм згоріла. У 1893 р. зведено тимчасову дерев’яну каплицю, а у 1899 р. на її місці завершилося спорудження мурованої церкви за проектом Василя Нагірного стараннями о. Юстина Манастерського.

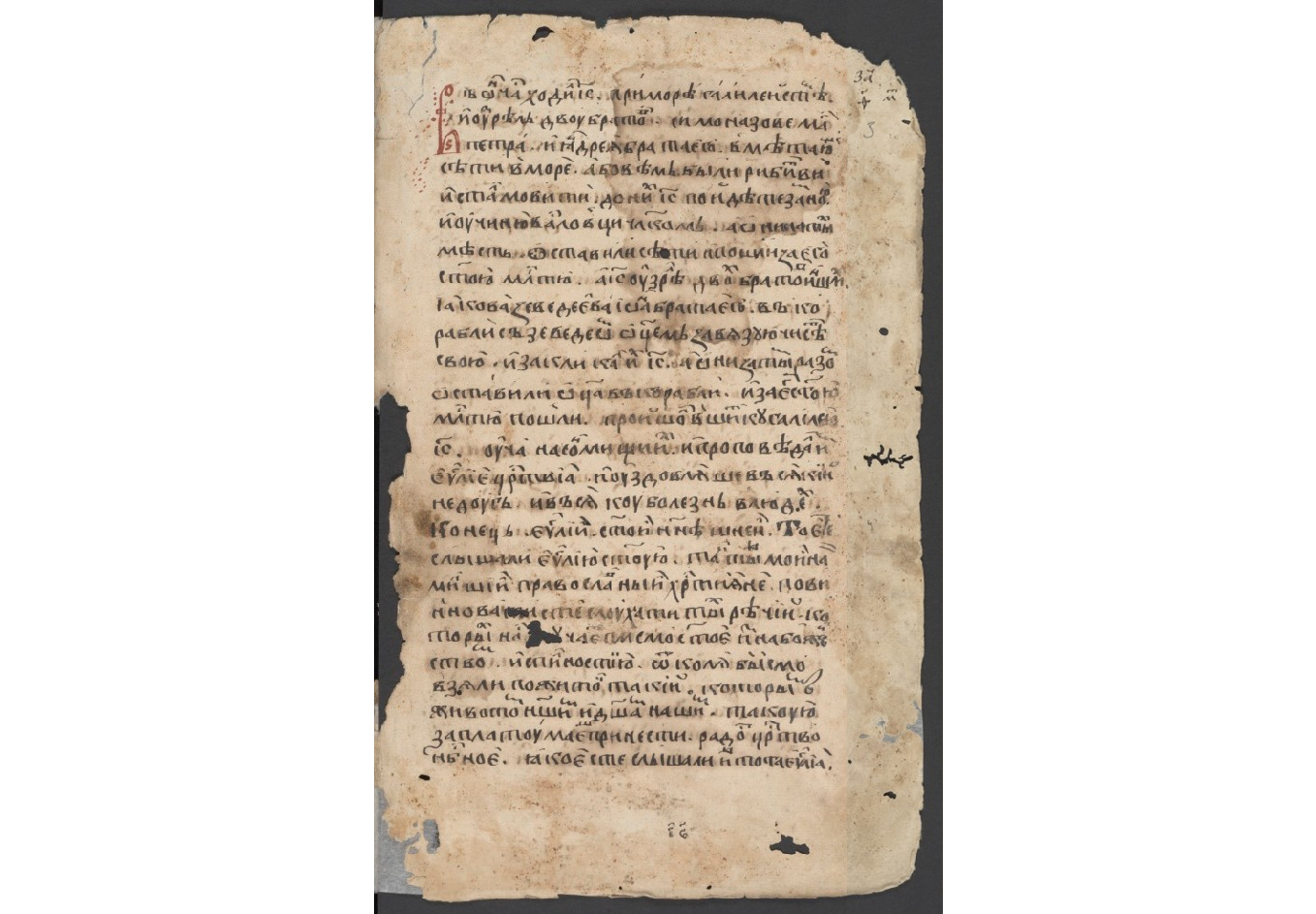
Євангеліє повчальне - уривок з Голого Равського прибл. 1601- бл.1700 рр. Зберігається в Національній бібліотеці Польщі.

#### Братська книга при церкві Благовіщення Пресвятої Діви Марії у Голому Равському
У книзі братства з парафії Голе Равське записано відомості від 24 квітня 1770 р., що свідчать про щорічні вибори братської влади. Рукопис зберігається в Національній бібліотеці Польщі.